# Centro Universitario Sportivo Italiano
La Federazione Italiana dello Sport Universitario (FederCUSI) è un organismo sportivo con personalità giuridica.
Il 19 luglio 2022 il Consiglio Nazionale del CONI ha approvato all'unanimità la delibera relativa di riconoscimento del CUSI quale federazione sportiva nazionale, a decorrere dal 1º gennaio 2023.
Attualmente ha sede a Roma, in via Angelo Brofferio n. 7, e il presidente pro tempore è Antonio Dima.
Già Centro Universitario Sportivo Italiano (CUSI) fondato nel 1946, ente di promozione sportiva dal 2004 al 2022, associazione di promozione sociale riconosciuta dal Ministero del lavoro e delle politiche sociali dal 2008 ed ente nazionale con fini assistenziali riconosciuto dal Ministero dell'interno dal 2008, FederCUSI dal 1946 è il riferimento istituzionale per lo sport universitario in Italia e per lo sport universitario italiano in Europa e nel mondo.

## Storia
Il primo evento di sport universitario in Italia risale al 1922, quando un gruppo di studenti italiani si impossessò dell'idea dei loro colleghi francesi e organizzò a Roma la prima “Olimpiade Universitaria”. Questo evento rappresentò il primo seme di un movimento destinato a crescere nel tempo.

### La Nascita del Movimento Sportivo Universitario Italiano: il CUSI – Centro Universitario Sportivo Italiano
Il CUSI (Centro Universitario Sportivo Italiano) venne fondato nel 1946, con l'intento di proseguire le iniziative di promozione dell'attività fisica sviluppata in epoca fascista dai GUF (Gruppi Universitari Fascisti). L’anno successivo, il CUSI organizzò i primi Campionati Nazionali Universitari (CNU) a Bologna, un appuntamento che da allora si svolge ininterrottamente, con l’edizione di Ancona 2025 che rappresenta la 78ª nella storia dell’evento.
Nel 1947, il CUSI organizzò anche la prima rappresentativa italiana ai Giochi Mondiali Universitari del dopoguerra, tenutisi a Parigi, segnando l’inizio della presenza costante dell’Italia alle principali competizioni internazionali universitarie. Da allora il CUSI è stato il riferimento istituzionale per lo sport universitario in Italia e per lo sport universitario italiano in Europa e nel mondo. Gli atleti universitari italiani hanno sempre partecipato, per il tramite del CUSI, a tutte le Universiadi (oggi FISU World University Games).
Sul fronte interno, il Centro Universitario Sportivo Italiano ha portato avanti il suo sforzo di fornire a tutti gli studenti-atleti l'opportunità di praticare attività sportiva: presso ogni sede universitaria è stato costituito un Centro Universitario Sportivo (CUS) che, dove possibile, si attiva per dotare le Università di nuovi impianti sportivi.

### La Storia delle Universiadi e il contributo del CUSI
Nel 1948 nasce a livello internazionale l'idea di un organismo sovranazionale per lo sport universitario e viene fondata la FISU (Fédération internationale du sport universitaire), su iniziativa del CUSI e degli enti omologhi di Svizzera, Germania e Lussemburgo. La FISU fin dall'anno successivo organizza, proprio in Italia, a Merano, la prima Settimana Internazionale dello Sport Universitario. Nel 1953 il CUSI ottiene il riconoscimento del CONI.
Proprio la presenza fin dall'immediato dopoguerra nell'ambito sportivo e la qualifica di socio fondatore della FISU, porta il CIO ad assegnare al CUSI l'organizzazione della prima edizione delle Universiadi estive: nel 1959 il CUSI, grazie al grande lavoro di Primo Nebiolo, organizza, a Torino, la 1a Universiade estiva: manifestazione che vede per la prima volta gareggiare sugli stessi campi gli atleti universitari provenienti da Paesi appartenenti ai due blocchi nei quali il mondo si è diviso nel dopoguerra; partecipano 1.500 atleti in rappresentanza di 54 Paesi. È un grande successo ed il CIO, l'anno seguente, assegnerà al CUSI la Coppa Olimpica "Pierre de Coubertin" per i servizi resi alla causa dello sport universitario.
Ad oggi l’Italia ha ospitato complessivamente 5 edizioni delle Universiadi estive, l’ultima Napoli 2019, e 6 delle Universiadi invernali, l’ultima Torino 2025.
Elenco delle Universiadi Estive (oggi FISU World University Games Summer) ospitati dall’Italia:
- I Universiade Estiva Torino 1959

- VI Universiade Estiva Torino 1970

- Giochi Mondiali Universitari di Atletica Leggera (VIII Universiade Estiva) Roma 1975

- XIX Universiade Estiva Sicilia 1997

- XXX Universiade Estiva Napoli 2019

Elenco delle Universiadi Invernali (oggi FISU World University Games Winter) ospitati dall’Italia:
- IV Universiade Invernale Sestriere 1966

- VIII Universiade Invernale Livigno 1975

- XII Universiade Invernale Belluno 1985

- XXI Universiade Invernale Tarvisio 2003

- XXIII Universiade Invernale Torino 2007

- XXVI Universiade Invernale Trentino 2013

- XXXII FISU World University Games Winter Torino 2025

### Il passaggio a FederCUSI – Federazione Italiana dello Sport Universitario
Il 19 luglio 2022 il CUSI, l’ente al quale lo Stato ha affidato lo sviluppo della pratica motoria e sportiva per gli studenti universitari, diventa una Federazione Sportiva Nazionale. Su proposta della Giunta Nazionale e con delibera del Consiglio Nazionale del CONI nasce, dal CUSI, la Federazione Italiana dello Sport Universitario (FederCUSI). Dal 1° gennaio 2023, FederCUSI è una Federazione Sportiva Nazionale del CONI.

## Attività

### Attività Federale
La Federazione Italiana dello Sport Universitario, di concerto con le altre federazioni sportive nazionali riconosciute dal CONI, promuove ed organizza l'attività sportiva agonistica a livello internazionale e nazionale dello sport universitario.

#### Nazionale
Un'altra parte consistente dell'attività è l'organizzazione di manifestazioni sportive nazionali a livello universitario, primi fra tutti i Campionati Nazionali Universitari, organizzati per la prima volta a Bologna nel 1947 e che da allora si svolgono ininterrottamente ogni anno.

#### Internazionale
L'allestimento delle rappresentative per la partecipazione dell'Italia alle manifestazioni internazionali, la prima delle quali partecipò ai primi Giochi Mondiali Universitari svoltisi a Parigi nello stesso 1947.
Ad oggi il CUSI ha organizzato complessivamente 4 edizioni delle Universiadi estive e 5 delle Universiadi invernali.

### Attività promozionale
L'attività consiste essenzialmente nel coordinamento dei Centri Universitari Sportivi (CUS) che operano localmente a livello delle strutture universitarie e che attualmente sono 48 in tutta Italia, raggiungendo spesso dimensioni notevoli. Gli sport più praticati sono nuoto, pesi, pallavolo, pallacanestro, arti marziali, atletica leggera.

### Attività sportiva inclusiva

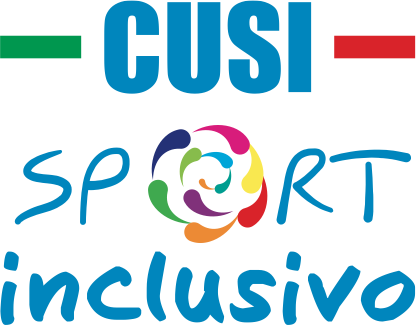
Logo CUSI Sport Inclusivo

Nel 2012 nasce, con il progetto “CUSI Network”, l’idea di sistematizzare l’impegno del CUSI non sul binario agonistico della sua attività ma su quello promozionale rivolto alla responsabilità sociale della pratica sportiva. Costruisce così un  bilancio sociale (PDF), su cusi.it. aderendo al bando del Ministero del lavoro e delle politiche sociali ai sensi della lettera d) della L. 383/2000 – Direttiva annualità 2012. Bando rivolto al finanziamento di progetti predisposti dalle Associazioni di promozione sociale.
Uno strumento in grado di dare conto all’esterno del valore sociale delle proprie attività: la mission del CUSI unita a quella di tutti i CUS, ha un notevole impatto in termini di socialità, di integrazione culturale, di benessere psico-fisico, di testimonianza dei valori dello sport.
Dal 2018 il CUSI ha strutturato la sua azione inclusiva attraverso lo sport partecipando alle differenti chiamate nazionali, promuovendo e sostenendo le iniziative territoriali dei Centri Universitari Sportivi con finanziamenti e supporto progettuale.
Nel 2018  "SPIN - Sport per l'Inclusione", su cusisportinclusivo.it. cofinanziato da CUSI e dal Ministero del Lavoro e delle Politiche Sociali, ha visto il Centro Universitario Sportivo Italiano impegnato per la prima volta, in maniera strutturata, su tutto il territorio nazionale attraverso l'operato dei CUS nella promozione di attività motorie e sportive a carattere inclusivo. L'intero processo ha attivato 23 progetti proposti dai CUS su tutto il territorio nazionale che hanno raggiunto un totale di oltre 650 destinatari. Sono stati inoltre formati 48 operatori sportivi provenienti dalla rete dei CUS di tutto il territorio italiano ai quali è stata riconosciuta la qualifica di "Istruttore Sportivo CUSI per Persone con Disabilità".
Naturale prosecuzione di SPIN, nel 2020, il Progetto  “SIAMO SPORT”, su cusisportinclusivo.it., cofinanziato da CUSI e dal Ministero del Lavoro e delle Politiche Sociali, nasce dalle esperienze svolte dai CUS sui territori con l'intento di avviare nuove sperimentazioni micro-progettuali e implementare reti territoriali supportate dal coordinamento nazionale che siano in grado di proporre un'offerta continuativa e strutturata di attività motoria e sportiva per persone con disabilità in tutta la rete CUSI. Con SIAMO SPORT, si sono volute promuovere le pari opportunità di accesso all'attività motoria e sportiva come fattore di inclusione sociale e sviluppo di capacità socio-relazionali delle persone con disabilità.
Due le aree di azione del progetto: la prima diretta ai destinatari con disabilità, con le proposte progettuali di attività motoria e sportiva per circa 400 persone con disabilità motoria e/o cognitiva e una seconda di sistema e supporto, con lo svolgimento delle necessarie attività di formazione, capacity building e di promozione di reti territoriali in grado di sostenere localmente le attività proposte. In seno al progetto SIAMO SPORT, si colloca la nascita del Centro Documentazione Sport Inclusivo del CUSI, cusisportinclusivo.it, uno spazio di raccolta e condivisione delle esperienze progettuali messe in atto dalla rete CUSI-CUS e di produzione di nuova conoscenza in ambito sportivo e inclusivo.
Tra il 2020 e il 2021, grazie ad un bando pubblico di Sport e Salute, il Progetto  SPINABILITY, su cusisportinclusivo.it. ha mirato ad avvicinare all'attività motoria e sportiva persone con disabilità, inattive, con l'obiettivo di migliorare il loro benessere fisico, sociale e la loro salute attraverso la pratica e l'esperienza sul campo.
Il CUSI, nel perseguimento degli obiettivi attraverso l'attività dei singoli CUS, ha proposto un intervento organico in grado di garantire ai destinatari del progetto un accesso completo e paritario alle attività.
Il progetto di 12 mesi, in fase di chiusura a novembre 2021, ha raggiunto più di 350 destinatari con disabilità e più di 2000 destinatari normodotati attraverso le attività proposte all'interno di 14 proposte territoriali.
Lungo tutto il 2022 il CUSI è stato impegnato nel progetto  “SPONC!”, su cusisportinclusivo.it., finanziato con l’Avviso Pubblico destinato agli enti di promozione sportiva per la selezione di progetti finalizzati alla promozione dell’attivita’ sportiva del 2 dicembre 2020 del Dipartimento per lo sport della Presidenza del Consiglio dei Ministri. Con SPONC! si è inteso promuovere lo sviluppo e la realizzazione di progetti in grado di ricomprendere a pieno titolo lo sport in percorsi di crescita e di miglioramento degli stili di vita, attraverso momenti educativi, formativi e sociali e massimizzare le capacità dello sport di veicolare contenuti educativi.
Lo sport, dunque, non solo come mezzo per il raggiungimento del benessere psico-fisico di chi lo pratica, ma anche come strumento educativo che, attraverso il confronto e l’interazione, favorisca lo sviluppo dell’integrazione e la socializzazione.
Nell’ambito di questa particolare situazione favorevole allo sviluppo di progettualità di responsabilità sociale ed inclusione sociale rivolta agli organismi sportivi, il CUSI, grazia alla lungimiranza e unicità dell’idea progettuale maturata con l’agenzia SocialNet, e con la partecipazione di AnciComunicare, la società in house di ANCI (Associazione Nazionale dei Comuni d’Italia) ha dato vita al progetto SPONC!.
Parallelamente a "SPONC!", il progetto Smart Sport, su cusisportinclusivo.it., cofinanziato da CUSI e Ministero del Lavoro e delle Politiche Sociali, nasce per rispondere all'esigenza di diffondere la pratica motoria e sportiva nella popolazione in generale e, in particolare, nella popolazione con disabilità, come strumento di benessere, crescita e aggregazione sociale. Il progetto, attraverso le attività proposte dai 19 CUS protagonisti, ha mirato ad elaborare, sperimentare e diffondere un innovativo "modello smart", capace di avvicinare allo sport e all'attività motoria famiglie con componenti con disabilità, anziani e minori.
Negli anni 2023/2024, in concomitanza con la trasformazione giuridica da Ente a Federazione, la corrente inclusiva di FederCUSI si è sviluppata attraverso due progettualità finanziate da Sport e Salute: il progetto  “SEI - Sport e Identità”, su cusisportinclusivo.it., che ha raggiunto oltre 8.000 destinatari tra gli studenti delle scuole secondarie di primo e secondo grado, attraverso un'azione di promozione dell'offerta motoria e sportiva e di costruzione identitaria tra i giovani partecipanti, ed il progetto  “Inclunigames - IUG, Verso la prima edizione dei Giochi Universitari Sportivi Inclusivi”, su cusisportinclusivo.it., rivolto principalmente a persone con disabilità, che ha raggiunto oltre 3.600 partecipanti totali all'interno delle 20 progettualità territoriali realizzate. Inoltre, all'interno del progetto Inclunigames, la pubblicazione delle  “Linee guida per eventi sportivi inclusivi”, su cusisportinclusivo.it., lo strumento che raccoglie le esperienze progettuali inclusive dei CUS e della Federazione, nonché documento messo a disposizione degli stakeholder con l'obiettivo di alimentare il dialogo e la cultura sportiva inclusiva.

## Elenco dei CUS in Italia
Il CUSI opera nell'intero territorio nazionale direttamente e tramite i Centri Universitari Sportivi locali i quali, federati al CUSI, ferma restando la propria autonomia organizzativa, finanziaria, amministrativa e patrimoniale, realizzano, nell'ambito di ciascuna aggregazione universitaria, le finalità istituzionali della Federazione promuovendo la partecipazione degli iscritti ad ogni livello. Attualmente sul territorio italiano esistono 48 CUS: il numero dei CUS è in dipendenza e concomitanza con la costituzione di nuovi Istituti accademici. I CUS sono polisportive che praticano quasi tutte le discipline sportive.
1. CUS Ancona
2. CUS Bari
3. CUS Benevento
4. CUS Bergamo
5. CUS Bologna
6. CUS Brescia
7. CUS Cagliari
8. CUS Camerino
9. CUS Caserta
10. CUS Cassino
11. CUS Catania
12. CUS Catanzaro
13. CUS Cosenza
14. CUS Ferrara
15. CUS Firenze
16. CUS Foggia
17. CUS Genova
18. CUS Insubria
19. CUS L'Aquila
20. CUS Lecce
21. CUS Macerata
22. CUS Milano
23. CUS Modena, ora denominato CUS Mo.Re[senza fonte]
24. CUS Molise
25. CUS Napoli
26. CUS Padova
27. CUS Palermo
28. CUS Parma
29. CUS Pavia
30. CUS Perugia
31. CUS Piemonte Orientale
32. CUS Pisa
33. CUS Potenza
34. CUS Reggio Calabria
35. CUS Roma
36. CUS Roma Tor Vergata
37. CUS Salerno
38. CUS Sassari
39. CUS Siena
40. CUS Torino
41. CUS Trento
42. CUS Trieste
43. CUS Udine
44. CUS Unite
45. CUS Urbino
46. CUS Venezia
47. CUS Verona
48. CUS Viterbo

In passato sono stati attivi anche il CUS Chieti, il CUS Enna e il CUS Messina.

## Elenco dei Presidenti del CUSI
| Nome               | Periodo   |
| ------------------ | --------- |
| Antonio Lo Giudice | 1946      |
| Renzo Nostini      | 1946-1949 |
| Alberto Pettinella | 1949-1957 |
| Ignazio Lojacono   | 1957-1995 |
| Leonardo Coiana    | 1995-2014 |
| Lorenzo Lentini    | 2014-2019 |
| Antonio Dima       | 2019-2024 |

## Elenco dei Segretari Generali del CUSI
| Nome            | Periodo                      |
| --------------- | ---------------------------- |
| Emilio Izzo     | 1946-1947                    |
| Pio Romani      | 1947-1955                    |
| Sergio Baroni   | 1955-1961                    |
| Enzo Vittorioso | 1962-1969                    |
| Sergio Dottori  | 1970-1997                    |
| Antonio Dima    | 1997-2019                    |
| Pompeo Leone    | 2019-2024 (facente funzioni) |

## Elenco dei Presidenti di FederCUSI
| Nome         | Periodo        |
| ------------ | -------------- |
| Antonio Dima | 2024-in carica |

## Elenco dei Segretari Generali di FederCUSI
| Nome         | Periodo                           |
| ------------ | --------------------------------- |
| Pompeo Leone | 2024-in carica (facente funzioni) |

## Componenti italiani della FISU
Nel 1948, su iniziativa del CUSI, viene fondata la Federazione internazionale sport universitari. Nel 1959 nascono le Universiadi a Torino: il principale artefice fu Primo Nebiolo, che nel 1961 divenne presidente della FISU.
Fin dalla fondazione, sono stati molti gli italiani ad essersi susseguiti in vari ruoli all'interno della FISU. Attualmente ne fanno parte: 
- Comitato esecutivo: Lorenzo Lentini (componente)
- Membro onorario: Giovanna Nebiolo
- Commissione internazionale di controllo: Vincenzo Sabatini
- Commissione tecnica campionati e coppe del Mondo universitarie - Arrampicata: Alessandro Dicato (presidente)

## Loghi storici

Logo adottato fino al 2023
- Prima rappresentazione grafica della FederCUSI del 2022